# Lannux
 Lannux  (en occitano Lanutz) es una población y comuna francesa, ubicada en la región de Mediodía-Pirineos, departamento de Gers, en el distrito de Mirande y cantón de Riscle.

## Demografía
| 216 | 206 | 194 | 202 | 200 | 199 |
| Para los censos de 1962 a 1999 la población legal corresponde a la población sin duplicidades (Fuente: INSEE [Consultar]) |     |     |     |     |     |